# Virgil Abloh
Virgil Abloh (Rockford, 30 de setembro de 1980 – Chicago, 28 de novembro de 2021) foi um designer de moda americano, e posteriormente diretor artístico de vestuário masculino da Louis Vuitton e da sua própria marca Off-White, fundada em 2012.
Nascido em Rockford, Illinois, filho de pais ganeses, ele se formou na Universidade de Wisconsin–Madison, em 2002, e no Instituto de Tecnologia de Illinois, em 2006, com licenciaturas em engenharia civil e arquitetura, respectivamente. Virgil entrou para o mundo da moda a partir de um estágio na Fendi, em 2009, junto com o rapper Kanye West. Os dois começaram uma colaboração artística que lançaria a carreira de Abloh a partir da fundação da Off-White. A revistaTime nomeou Virgil Abloh como uma das cem pessoas mais influentes do mundo em 2018.

## Educação
A mãe de Abloh era uma costureira. Foi criado em Rockford, onde frequentou uma escola privada de ensino religioso, formando-se em 1998 no ensino médio. Ainda na escola, ele conheceu sua futura esposa, Shannon, durante o ensino médio. Em 2002, Virgil formou-se na Universidade de Wisconsin–Madison, graduando-se em engenharia civil. Em 2006, ele recebeu seu mestrado em arquitetura no Instituto de Tecnologia de Illinois.

## Carreira

### 2009-2013: ascensão
Depois de se formar na universidade, ele foi estagiário na Fendi na mesma turma em que estava o rapper Kanye West, em 2009. Já no escritório da empresa, em Roma, Itália, ambos começaram uma relação de colaboração. Um ano depois, Kanye nomeou Virgil o diretor criativo de sua agência de publicidade, DONDA. Em 2011, West pediu a ele que atuasse como diretor artístico de Watch the Throne, o álbum colaborativo da dupla com Jay-Z. Em 2012, Virgil Abloh lançou sua primeira empresa, a Pyrex Vision, uma pequena butique de streetwear de alta-costura. Abloh adquiriu diversas roupas vintage e não comercializadas da Ralph Lauren por quarenta dólares, imprimiu desenhos sobre elas e vendeu-as por preços superiores a US$ 550. Ele fechou a empresa um ano depois, já que não pretendia que fosse uma empresa comercial, mas uma experiência artística.[carece de fontes?]

### 2013-2017: Off-White e o sucesso
Abloh fundou a sua primeira casa de moda e segunda negócio em 2013, com a marca de streetwear Off-White. Com sede em Milão, Itália, a empresa foi descrita por Abloh para os investidores e críticos de moda como "a área cinza entre o preto e o branco como a cor off-white". Ele lançou a linha de vestuário feminino da marca em 2014 na Paris Fashion Week. Sua linha foi selecionada como finalista para o prêmio da LVMH Prêmio, mas não venceu. Virgil lançou a sua primeira loja-conceito da Off-White em Tóquio, Japão, juntamente com o lançamento de sua empresa de móveis, a Grey Area. Em 2017, ele foi convidado para projetar uma nova coleção em conjunto com a Nike, intitulado "The Ten", onde ele recriou uma variedade dos dez tênis mais vendidos da empresa, como o Air Presto, Air Vapormax e o Blazer, com suas características únicas de estilo.  Virgil também lançou, em parceria com a empresa sueca de móveis IKEA uma linha de móveis e objetos de decoração para apartamentos e casas. A coleção, intitulada "Markerad" (que é uma palavra sueca que significa "claro, nítido") que foi lançada em 2019. Uma característica peculiar de Virgil Abloh é o emprego estilisticamente das aspas em suas criações, a fim de transmitir o distanciamento irônico da sociedade e as normas sociais.

Durante o crescimento do neonacionalismo nos Estados Unidos em 2017, Abloh trabalhou com a artista de Ohio, Jenny Holzer para criar uma linha que enfatizava os aspectos positivos da imigração, a assimilação cultural e a globalização. Em dezembro de 2017, ele trabalhou com ela novamente na criação de camisetas para a Federação de Paternidade Planejada da América , em resposta à Marcha das Mulheres em Washington.

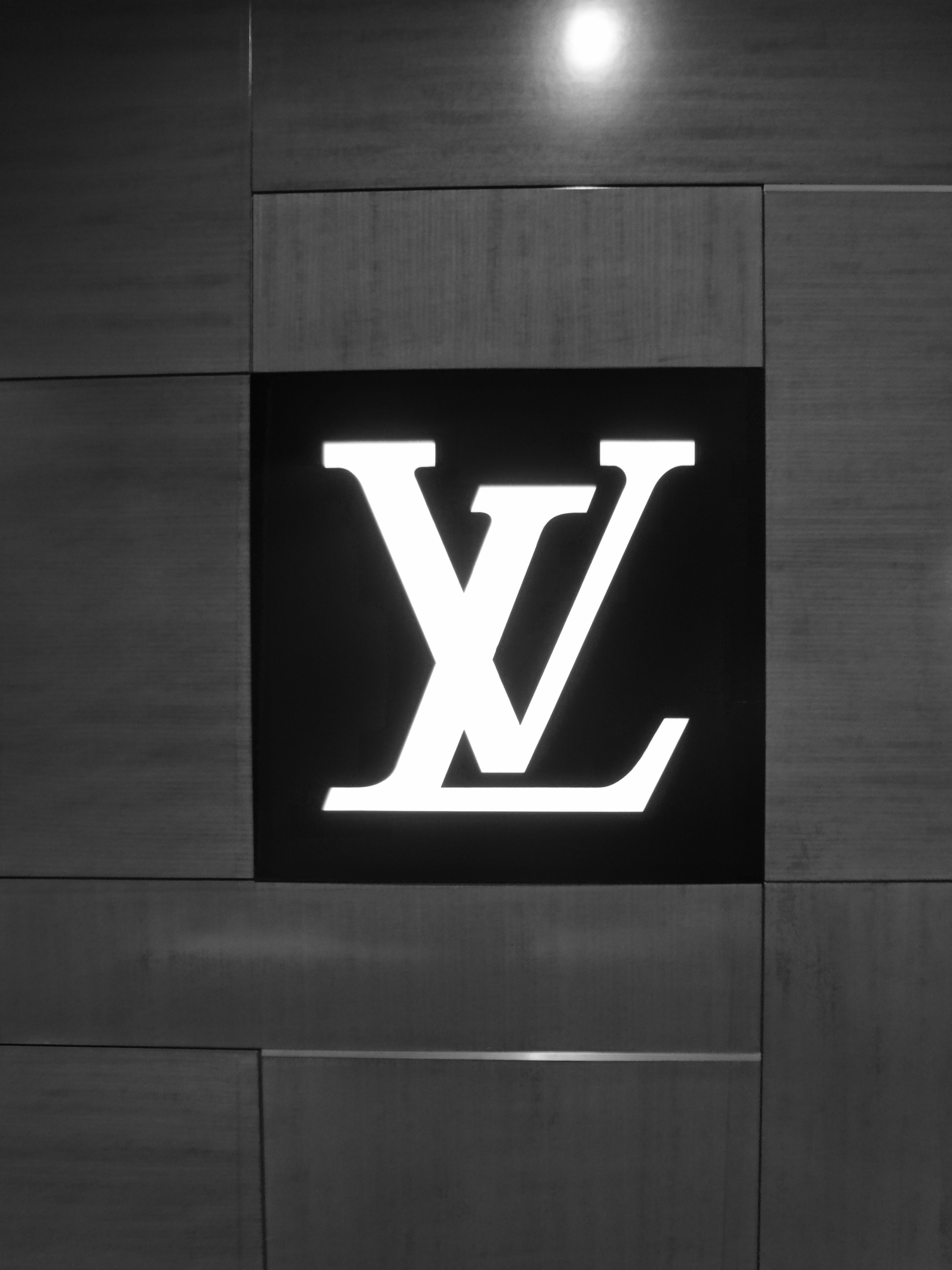
Abloh incorporou a famosa marca LV na sua estreia na coleção de moda masculina para a marca

### 2018–2021: Louis Vuitton
Em 25 de março de 2018, Virgil Abloh foi nomeado diretor artístico de moda masculina da Louis Vuitton, substituindo o designer Kim Jones, marcando-o como a primeira pessoa de ascendência africana a liderar a linha de moda masculina da marca, bem como um dos poucos designers negros à frente de uma grande casa de moda francesa. Após aceitar o cargo, ele declarou: "É uma honra para mim aceitar essa posição. Acho que a herança e a integridade criativa da casa são as principais inspirações e procuraremos referenciá-las enquanto traçamos paralelos com os tempos modernos".
Abloh mostrou sua primeira coleção para a Louis Vuitton em 2018 na Men's Fashion Week, no jardim do Palais Royal em Paris. A cantora Rihanna foi a primeira pessoa a usar uma criação de Abloh antes do desfile. Convidados por Virgil, rappers como Playboi Carti, Steve Lacy, A$AP Nast, Dev Hynes, e Kid Cudi desfilaram para a Louis Vuitton. Um momento marcante do desfile de estreia de Virgil foi no final, quando, abraçado a Kanye West, os dois choraram por certo tempo. Críticos consideraram que sua chegada à Louis Vuitton abalaram o mundo da moda. A trajetória de Virgil Abloh será exibida em uma exposição no Museu de Arte Contemporânea de Chicago.

## Vida pessoal e morte
Abloh teve uma casa em Lincoln Park com sua esposa, Shannon Abloh e seus dois filhos, Lowe e Grey. Em Gana, pertenceu a tribo jejes.
Abloh morreu em 28 de novembro de 2021 em Chicago, aos 41 anos de idade, de angiossarcoma.

## Prêmios e distinções
Abloh recebeu sua primeira grande indicação em 2011, quando seu trabalho para a concepção da arte da capa para o álbum Watch the Throne, de Kanye West e Jay-Z foi nomeado para um Prêmio Grammy por melhor aparência visual. Ele recebeu o prêmio Urban Luxe do British Fashion Council em 2017. Em 2018, Virgil Abloh foi listado pela revista TIME como uma das cem pessoas mais influentes do mundo, um dos dois designers nomeados naquele ano.